# Luciana Agudo
Mariana Luciana Agudo, també coneguda esportivament com Luchi Agudo (San Juan de la Frontera, 6 de juny de 1990) és una jugadora d'hoquei sobre patins argentina, també especialitzada en hoquei sobre gespa i hoquei sobre gel.
Va jugar cinc anys a hoquei sobre patins al Biesca Gijón d'Astúries, on va guanyar títols europeus. El 2017 va formar part de la selecció argentina d'hoquei sala.
El 2017 va aconseguir amb el Concepción Patín Club guanyar el 24è campionat oficial. La temporada 2021-22 fitxà pel Club Patí Vila-sana. Internacional amb la selecció argentina d'hoquei sobre patins des de 2004, ha estat campiona del món en tres ocasions (2010, 2014 i 2022).
Entre d'altres reconeixement, ha sigut escollida Millor jugadora l'OK Lliga femenina en tres ocasions (2010, 2011 i 2012) i rebé dos cops el Premi Olimpia d'argent com a millor jugadora d'hoquei sobre patins de l'any (2010, 2014).

## Palmarès
Clubs
- 2 Copa Intercontinental d'hoquei sobre patins (2018, 2025)
- 3 Copes d'Europa d'hoquei sobre patins femenina  (2009, 2010, 2012)
- 1 Lliga espanyola d'hoquei sobre patins femenina (2008-09)
- 3 Copes espanyoles d'hoquei sobre patins femenina (2012, 2013, 2025)
- 1 Supercopa espanyola d'hoquei sobre patins femenina (2024)

Selecció argentina
- 3 medalles d'or al Campionat del Món d'hoquei patins femení: 2010, 2014 i 2022
- 2 medalles d'argent al Campionat del Món d'hoquei patins femení: 2017, 2019
- 3 medalles de bronze al Campionat del Món d'hoquei patins femení: 2006, 2008, 2016
- 2 medalles d'or al Campionat Panamericà d'hoquei sobre patins femení: 2005, 2018